# 공손하
공손 하(公孫賀, ? ~ 기원전 91년 음력 4월)는 전한 중기의 군인이자 관료로, 자는 자숙(子叔)이며 북지군 의거현(義渠縣) 사람이다. 전속국 공손혼야의 자손이다.

## 생애
경제 때 젊어서 기병으로서 종군하여 공적을 세웠고, 태자 유철의 사인(舍人)이 되었다. 유철이 즉위한 후(무제), 태복으로 승진하였다.
공손하는 아내 위유(衛孺)가 무사황후의 언니였기 때문에 중용되었고, 장군으로서 흉노와 싸워 그 공으로 남표후(南奅侯)에 봉해졌으나 죄를 지어 박탈되었다.
태초 2년(기원전 103년), 석경의 뒤를 이어 승상이 되었다. 석경의 전임 승상 세 명(이채·장청적·조주)이 모두 죄를 지어 죽었고, 또 석경은 비록 천수를 누렸지만 생전에 위태로운 일이 많았었기 때문에, 공손하는 명을 받았을 때 울면서 이를 사양하였다. 그러나 무제가 뜻을 무르지 않았기 때문에 어쩔 수 없이 취임하였고, 다시 갈역후(葛繹侯)에 봉해졌다.
뒤이어 태복이 된 아들 공손경성은 황후의 조카라는 자신의 신분을 이용하여 비리를 저질러 하옥되었다. 공손하는 당대의 유명한 도적 주안세(朱安世)를 잡아들여 공손경성의 죄를 갚으려 하였고, 과연 주안세를 잡는 데 성공하였으나 도리어 주안세는 공손경성이 양석공주(陽石公主)와 사통하고 무고로 황제를 저주한 사실을 고발하였다. 결국 공손하 또한 하옥되었고, 정화 2년(기원전 91년) 본인은 물론 일족이 주멸되어 후사가 끊겼다.
공손하의 태복과 승상 재임기간은 각각 33년·13년으로, 전한 역사상 가장 오래 재임하였다.

## 출전
- 사마천, 《사기》 권22 한흥이래장상명신연표·권111 위장군표기열전
- 반고, 《한서》 권19하 백관공경표 下·권66 공손유전왕양채진정전